# Vojin Lazarević
Vojin Lazarević (szerbül: Војин Лазаревић; Nikšić, 1942. február 22. –) jugoszláv válogatott labdarúgó, edző.

## Pályafutása
Vojin Lazarević a Sutjeska Nikšić csapatában kezdte pályafutását, melynek színeiben 1958 és 1966 között játszott és háromszor lett a másodosztály gólkirálya, valamint egy alkalommal a bajnokság legjobb játékosának is megválasztották.

### Crvena zvezda
A piros-fehér belgrádi csapat mezét két időszakban hordta, 1966-tőól 1970-ig és 1972-től 1974-ig. 214 bajnoki mérkőzésen 134 gólt szerzett, minden tétmérkőzést figyelembe véve 357 mérkőzésen 228 gólt lőtt a Zvezda játékosaként. Háromszor ünnepelhetett bajnoki címet, majd rövid belga és franciaországi kitérőt követően hazatért. Az 1972-1973 szezonban 25 góllal gólkirályi címet szerzett és újabb bajnoki címet. Ezt követően rövid időre ismét légiósnak áll, az amerikai Toronto játékosa lett, majd visszavonulása előtt egy idényt eltöltött az FK Vrbas csapatánál is.

### Légiósként
1970-ben pályafutását a belga RFC Liège-ben folytatta, ahol rövid idő alatt konfliktusba keveredett a klub edzőjével,  Milorad Pavićcsal. Vojin volt a negyedik külföldi a csapatban, a szabályok szerint Belgiumban csak három légiós léphetett pályára egy csapatban, és rendszerint Lazarević maradt ki a csapatból. A Liege-ben hat mérkőzést játszott, egy gólt szerzett, majd a francia AS Nancy-hoz szerződött, ahol 1971-től kezdődően két és fél szezon alatt lőtt 11 gólt 31 bajnokin.

### A válogatottban
A jugoszláv válogatottban 1964 és 1969 között öt alkalommal lépett pályára.

### Edzőként
Lazarević visszavonulása után az 1990-es években két időszakban is ült a Crvena zvezdɑ kispadján és két hazai kupagyőzelmet is szerzett csapatával. 2000-ben rövid ideig az FK Milicionar edzője volt.

## Sikerei, díjai

### Játékosként
Crvena zvezda
- Jugoszláv bajnok: 1967–68, 1968–69, 1969–70, 1972–73
- Jugoszláv kupagyőztes: 1967–68, 1969–70

### Edzőként
Crvena zvezda
- Jugoszláv kupagyőztes: 1996–97 , 1998–99

### Egyéni
- A Jugoszláv bajnokság gólkirálya: 1968–69, 1972–73

## Külső hivatkozások
- NASL profil
- Vojin Lazarević adatlapja a National-Football-Teams.com oldalon (angolul)